# Окольный город
Окольный город — укреплённая часть древнерусского города, примыкавшая к детинцу или кремлю и представлявшая собой вторую линию обороны. Первоначально городом на Руси называли саму крепостную стену, вторичное значение — территория, ею защищённая. Наличие укреплений — характерная черта окольного города, отличавшая его от посада. Неукреплённый посад со временем мог превратиться в окольный город, если вокруг него строили укрепления. Наиболее крупные города Древней Руси, являвшиеся центрами княжеской власти, могли иметь более чем один окольный город. Обычно окольный город в несколько раз превосходил по площади детинец. В столицах крупных русских княжеств XII—XIII веков общая защищённая площадь везде превышала 40 га.
Во многих древнерусских городах детинцы размещались на холмах у слияния двух рек, которые служили естественной защитой, а с напольной стороны строились валы и рвы. Окольные города при подобной «мысовой схеме» возникали за этими укреплениями и охватывали дополнительное пространства мыса. Оборонительная система окольного города в некоторых, наиболее благоприятных случаях также была рассчитана на защиту естественными склонами по боковым сторонам и валом с наполья. Окольный город состоял из кварталов простого люда, ремесленников, торговой площади, дворов купцов, церквей и монастырей. Нередко подобные кварталы назывались концами. В ряде случаев окольный город, а не детинец, мог содержать кафедральный собор и усадьбы знатных вельмож.
П. А. Раппопорт предполагал, что строительство укреплений окольных городов было связано с местным городским самоуправлением и являлось функцией горожан, а не князя, который отвечал за детинец.
В эпоху Русского государства окольный город назывался преимущественно острогом, отражая распространённую практику того времени, когда детинец или кремль строились в технике рубленого города, а вторая линия укреплений имела острожные стены.

## Окольные города Руси
| Изображение    | Город            | Кремль / Детинец                     | Окольные города           | Башен сохранилось | Информация |
| -------------- | ---------------- | ------------------------------------ | ------------------------- | --- | --- |
|                | Великий Новгород | Новгородский детинец                 | Малый земляной город      | 0 из 8 | Малый земляной город, сооружён при Иване Грозном в 1582—1583 годах в 100—150 метрах от детинца. Малый город состоял из деревянных стен и 8 деревянных башен, расположенных по земляному валу, повторяя линию кремлёвских стен, а перед ним находился глубокий ров. Длина Малого города составляла около 2 км. До наших дней от Малого земляного города сохранилась лишь остатки двух земляных бастионов.                                       |
| Острог         | Великий Новгород | Новгородский детинец                 | 1 из 43                   | Самым большим кольцом укреплений, охватывавших весь город по обе его побережные части — Софийскую сторону и Торговую сторону, были валы и стены окольного города, который летописи называли «острогом» — от острых концов бревенчатой тыновой стены. На Софийской стороне в окольный город входили 20 башен, длина его стен равнялась 4 км. На Торговой стороне окольный город имел 23 башни, длина стен была около 5 км. Итого острог состоял из стены длинной 9 км с 43 башнями. До наших дней сохранилась лишь одна — Алексеевская башня. | |
|                | Владимир         | Владимирский кремль (Печерний город) | Новый город               | 1 из 8 | Это была богатая княжеско-боярская часть столицы Северо-Восточной Руси. Главным въездом в него, как и во всю укреплённую часть Владимира, являлись сохранившиеся до наших дней Золотые ворота из белого камня. Остальные укрепления Нового города были сделаны из дерева и не сохранились. |
| Ветшаный город | Владимир         | Владимирский кремль (Печерний город) | 0 из 10                   | Эта часть города была расположена ниже Печернего города и Нового города и была таким образом более уязвима. Историки считают, что она заселялась позже остальных, а её название (ветшаный означает старый, ветхий) связано скорее со старыми разваливающимися домами городской бедноты. Укрепления Ветшаного города были сделаны из дерева и не сохранилось. | |
|                | Киев             | Киевский детинец (Город Владимира)   | Город Изяслава-Святополка | 0 из ? | Первый окольный город Киева. Размещался на северо-восточном отроге Старокиевского плато — Михайловской горе (ныне верхняя терраса Владимирской горки). Это был изолированный с трёх сторон мыс с крутыми склонами в сторону Крещатого оврага и Днепра. От основного массива Старокиевского плато его отделяли два оврага. |
| Город Ярослава | Киев             | Киевский детинец (Город Владимира)   | 1 из ?                    | Второй окольный город Киева. Был построен на Старокиевской горе во времена княжения Ярослава Мудрого. Город Ярослава располагался на площади свыше 60 га, был окружен рвом с водой глубиной 12 метров и высоким валом длиной 3,5 км, шириной у основания — 30 метров, общей высотой с деревянным частоколом — до 16 метров. От укреплений сохранились лишь руины Золотых ворот. | |
| Копырев конец  | Киев             | Киевский детинец (Город Владимира)   | 0 из ?                    | Третий окольный город Киева. Примыкал с запада к городу Ярослава и занимал северо-западный отрог Старокиевской горы. Копырев конец известен с 1121 года. С городом Ярослава его соединяли Львовские ворота. На Копыревом конце археологами обнаружены остатки четырёх храмов древнерусской эпохи. | |
|                | Москва           | Московский кремль                    | Китай-город               | 1 из 8 | Первый окольный город Москвы внутри Китайгородской крепостной стены, пристроенной в 1538 году к угловым башням Московского Кремля: Беклемишевской и Арсенальной. После разрушений в XIX—XX веках сохранились лишь небольшие участки древней стены Китай-города и одна башня — Птичья башня. |
| Белый город    | Москва           | Московский кремль                    | 0 из 28                   | Второй окольный город Москвы внутри несохранившихся стен Белого города (а ныне бульваров). Включала в себя такие районы, как Занеглименье, Кучково поле и Кулишки. От укреплений Белого города сохранился лишь небольшой кусок фундамента одной из стен. | |
| Земляной город | Москва           | Московский кремль                    | 0 из 57                   | Третий окольный город Москвы внутри несохранившихся крепостных стен Земляного города (ныне Садового кольца). От укреплений Земляного города ничего не сохранилось. | |
|                | Переяславль      | Переяславский детинец                | Окольный город            | 0 из ? | Окольный город примыкал к детинцу с севера и востока. Его укрепления были построены 1136—1142 годах князем Андреем Владимировичем Добрым. Имели в своей основе дубовый сруб. У Окольного города было трое ворот. В центре Окольного города располагалась крупная площадь. В Окольном городе находилось два монастыря с соборами. Были и другие церкви — каменные и деревянные.                                                                 |
|                | Псков            | Псковский Кром                       | Довмонтов город           | 3 из 3 | Первый окольный город Пскова. Примыкал непосредственно к Крому. Сохранились все три башни города: Власьевская башня, Довмонтова башня, Рыбницкая башня. Также сохранились все прясла, кроме одного — восточного. |
| Средний город  | Псков            | Псковский Кром                       | 1 из 10                   | Второй окольный город Пскова. Сформировался в результате расширения площади Псковской крепости на юг и юго-восток, за пределы Крома и Довмонтова города, в XIV веке. Имел 10 башен. До наших дней сохранилась лишь одна — Мстиславская башня. | |
| Окольный город | Псков            | Псковский Кром                       | 10 из 21                  | Третий окольный город Пскова. Сформировавшаяся в результате расширения площади Псковской крепости во 2-й половине XV — начале XVI веков. Имел 21 башню. До наших дней сохранилась в разном состоянии 10 из них. | |
|                | Смоленск         | Смоленский детинец (не сохранился)   | Окольный город            | 18 из 38 | Городская стена Смоленска построена в 1595—1602 годах под руководством зодчего Фёдора Коня. Значительная часть крепости была уничтожена в ночь с 4 на 5 ноября 1812 года отступающими войсками Наполеона. Целенаправленное разрушение продолжалось в 1820-х—1880-х, затем в 1930-х годах. Протяжённость Смоленской крепостной стены составляла — 6,5 км, количество башен — 38. До нашего времени сохранилось примерно 3,3 км стен и 18 башен. |
|                | Чернигов         | Черниговский детинец                 | Окольный город            | 0 из ? | Первый окольный город Чернигова. Уничтожен в 1239 монголами. |
| Третьяк        | Чернигов         | Черниговский детинец                 | 0 из ?                    | Второй окольный город Чернигова. Третьяк значило что это третий укрепленный город после Детинца и Окольного града. Город имел самостоятельную линию укреплений длинной около 1600 м. Площадь города составляла где то 19-20 га. Уничтожен в 1239 монголами. | |
| Передгородье   | Чернигов         | Черниговский детинец                 | 0 из ?                    | Третий окольный город Чернигова. Уничтожен в 1239 монголами. | |
|                | Ярославль        | Ярославский кремль (Рубленый город)  | Земляной город            | 3 из 22 | Окольный город примыкал к детинцу с северо-запада. Впервые упомянут в XVI веке, когда был обновлён при Елене Глинской. Деревянные укрепления включали в себя каменную стену и башни Спасского монастыря. Площадь превышала площадь кремля в 10 раз. |

- Окольный город Городца — от деревянной крепостной стены окольного города сохранились валы. Внутри окольного города был детинец, от которого ничего не сохранилось.